# Veseby (Sydslesvig)
Veseby (dansk) eller Weseby (tysk) er en landsby beliggende midtvejs mellem Masbøl-Nykro og Hyrup øst for Flensborg i Angel i Sydslesvig. Administrativt hører Veseby under Hyrup Kommune i Slesvig-Flensborg kreds i den nordtyske delstat Slesvig-Holsten. I kirkelig henseende hører landsbyen til Hyrup Sogn. Sognet lå i Husby Herred (Flensborg Amt, Sønderjylland), da området tilhørte Danmark. Med under Veseby hører Vesebykær (Wesebykier), Veseby Mose samt de ved landevejen til Kappel beliggende udflyttersteder Herregaardled og Vasbykro (Wattschaukrug). Ved selve landsbyen ligger godset Vesebygaard.
Vesby er første gang nævnt 1352 (RegCap). På jysk/angeldansk udtales navnet Vøsby. Stednavnets forled kan ikke være plantenavnet visse og næppe heller det sjældne mandsnavn Wæsi. Antagelig foreligger der i Veseby (ligesom i det nærliggende Ves i Munkbrarup Sogn) et olddansk wisa for sump. Vesebygaard er første gang nævnt 1626. Godset blev parceleret 1785. Navnet Vasbykro er første gang dokumenteret efter 1585. Stednavnet er et oprindeligt Va(s)skov, der er omtydet til Vasby under påvirkning af Veseby, den yngre form optræder første gang 1743. Efter naturforholdene at dømme er forleddet jysk vas for kvast (sml. også Kvastrup).
Den nordøst for Veseby beliggende Veseby Jættestue er ikke bevaret.